# Billingbear
Billingbear est un village dans le Berkshire, en Angleterre, au sein de la paroisse civile de Binfield.